# イヤペル地震
イヤペル地震（イヤペルじしん、スペイン語: Terremoto de Illapel de 2015）は、2015年9月16日午後7時54分（日本時間17日午前7時54分）、チリ中部イヤペル（イジャペル）西の沖合で発生したマグニチュード（M）8.3の地震である。
震源地付近では、本震の後2時間弱の間に、M4.9以上の余震が少なくとも12回発生した。
同国史上6番目の強さを記録し、太平洋沿岸地域には津波警報が出され100万人が避難した。コキンボ州に非常事態宣言が発令された。
津波は太平洋沿岸各地に到達し、チリのコキンボで4.8 m、フランス領ポリネシアのヌク・ヒバ島で1.4 m、アメリカ合衆国のハワイ州ヒロで0.9 m、日本の岩手県久慈港で0.8 mを観測した。

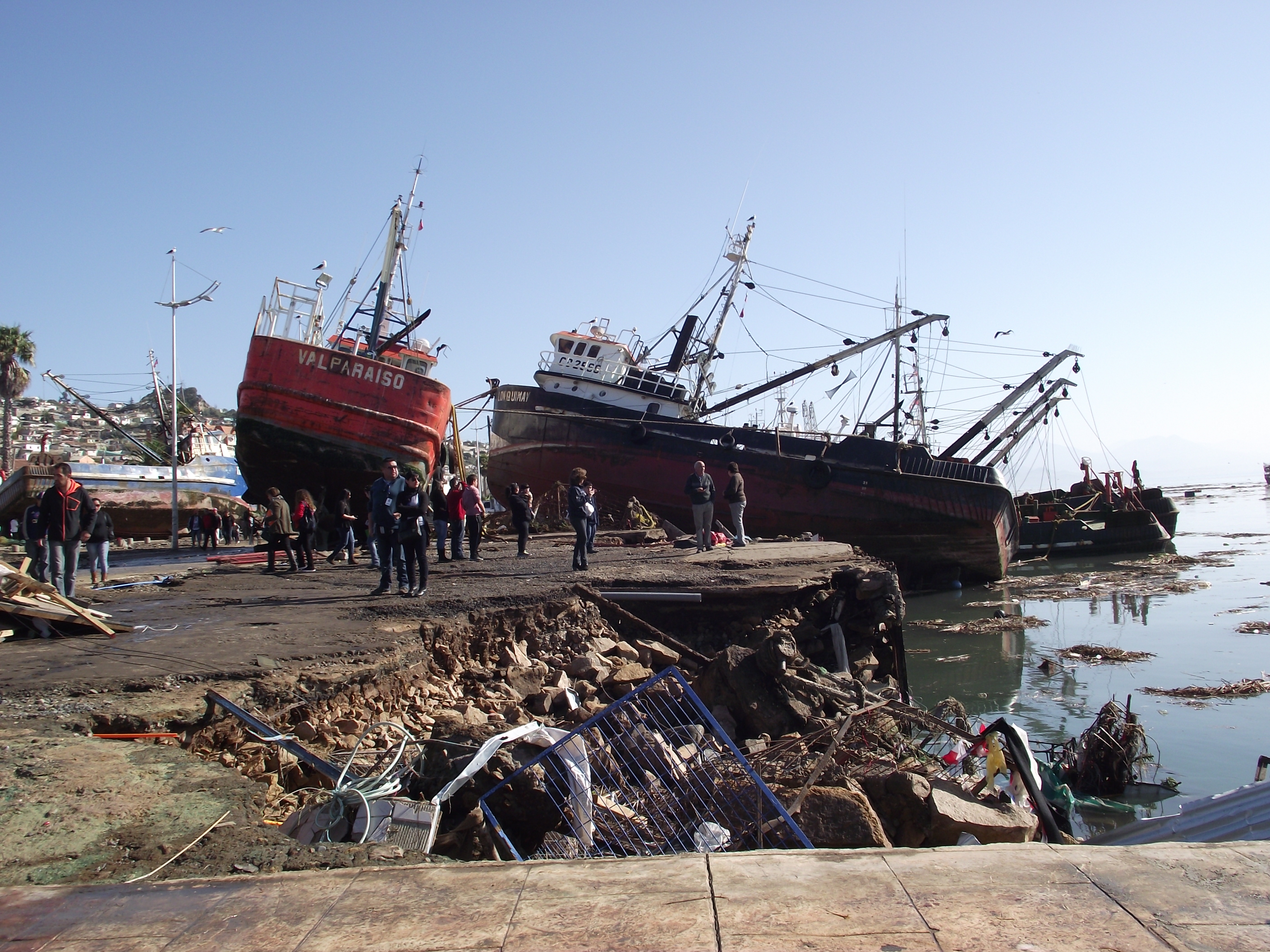
津波被害に遭ったコキンボ（1）、9月17日
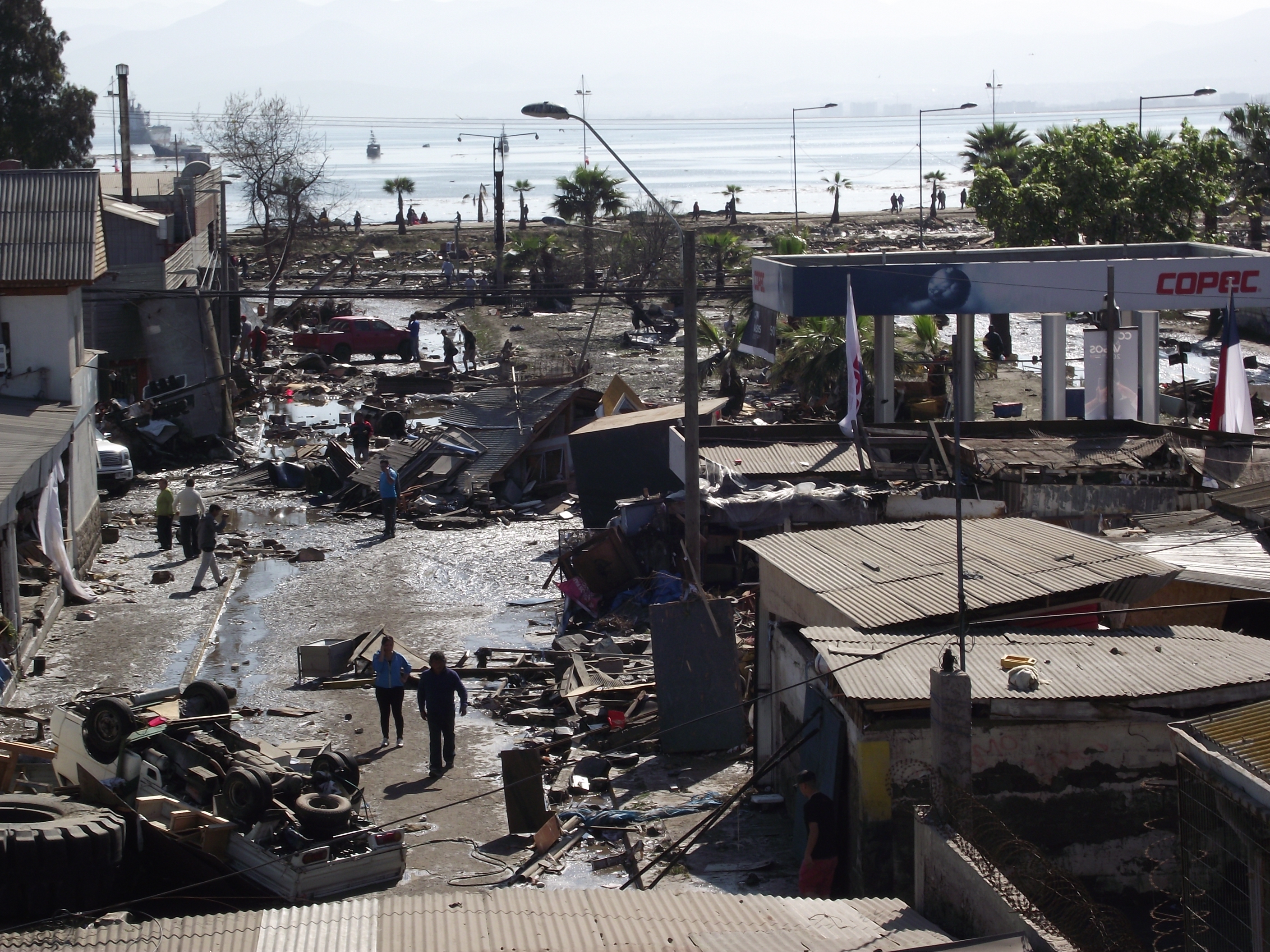
津波被害に遭ったコキンボ（2）、9月17日
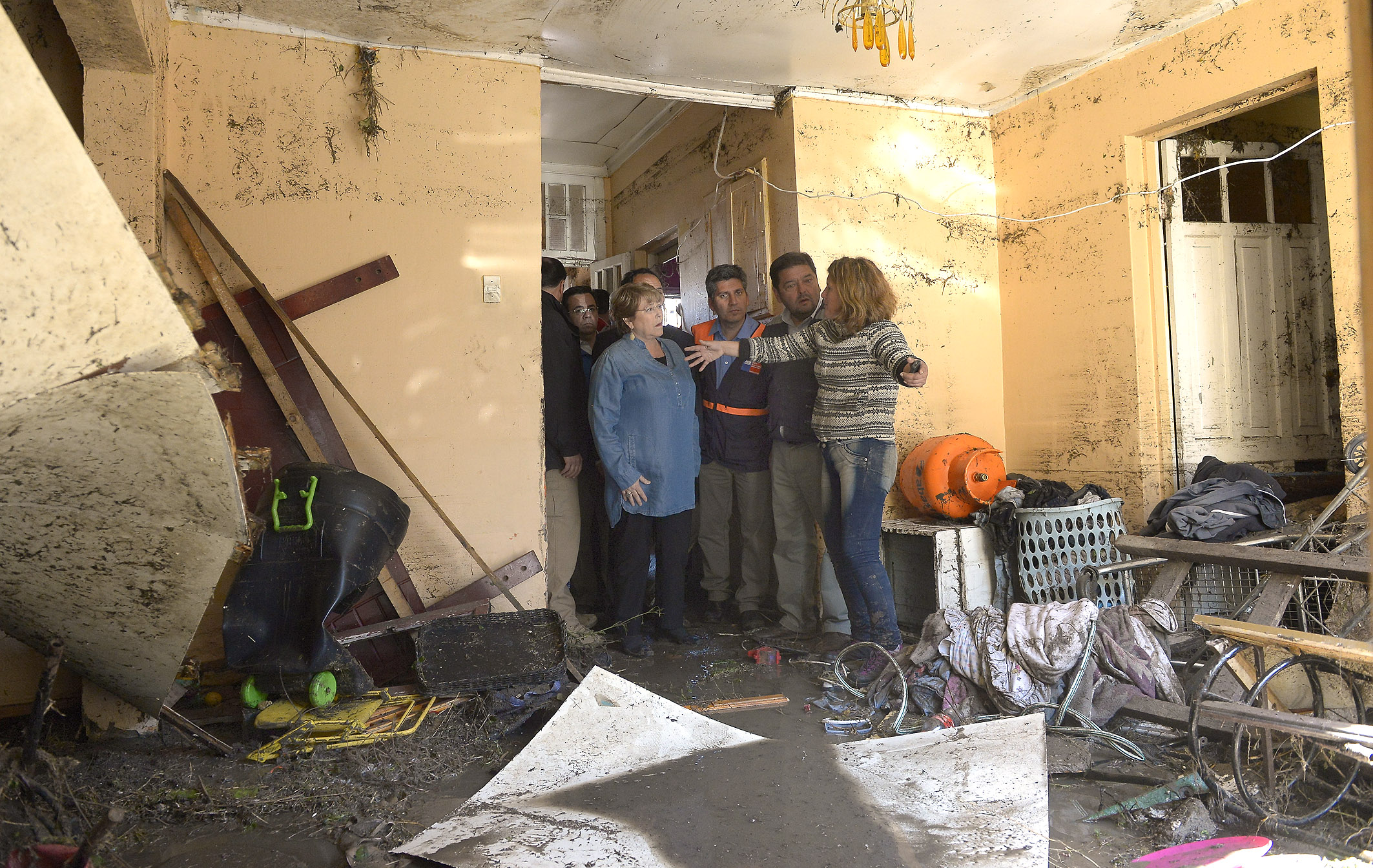
被災者を訪ねる大統領ミシェル・バチェレ、9月17日
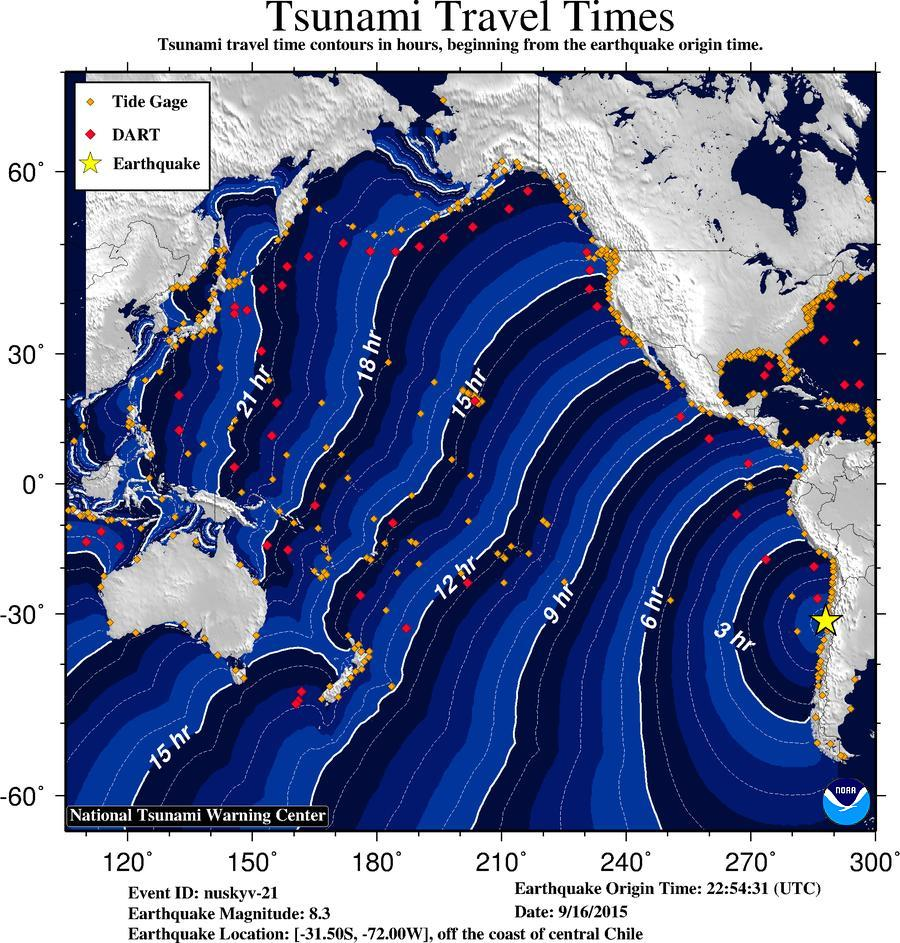
米国津波警報センターによる津波到達予想図